# Philibert Léon Couturier
Pour les articles homonymes, voir Couturier.
Philibert Léon Couturier, né le 26 mai 1823 à Chalon-sur-Saône, mort le 26 octobre 1901 à Saint-Quentin (Aisne), est un peintre animalier et portraitiste français.

## Biographie
Fils de vinaigrier, Philibert Léon Couturier est admis à l'École des beaux-arts de Paris en 1844.
Lié à l’École de Barbizon, ami personnel de Théophile Gautier, il devient portraitiste et peintre animalier. Il est particulièrement réputé pour l'habileté de son art à représenter volailles et basses-cours. Une partie de ses œuvres sont conservées au musée Vivant-Denon de Chalon-sur-Saône, au musée Antoine-Lécuyer de Saint-Quentin, à Montpellier, Nice, Reims, Poitiers et Périgueux.
Oncle de Georges Laugée, il est l'auteur d'une brochure sur Jean-François Millet et Camille Corot.

## Prix
- Médaille de 3e classe à l'Exposition universelle de 1855[1].

## Élèves
- Maurice Boudot-Lamotte (1878-1958) à Saint-Quentin en 1896.

## Œuvres
États-Unis

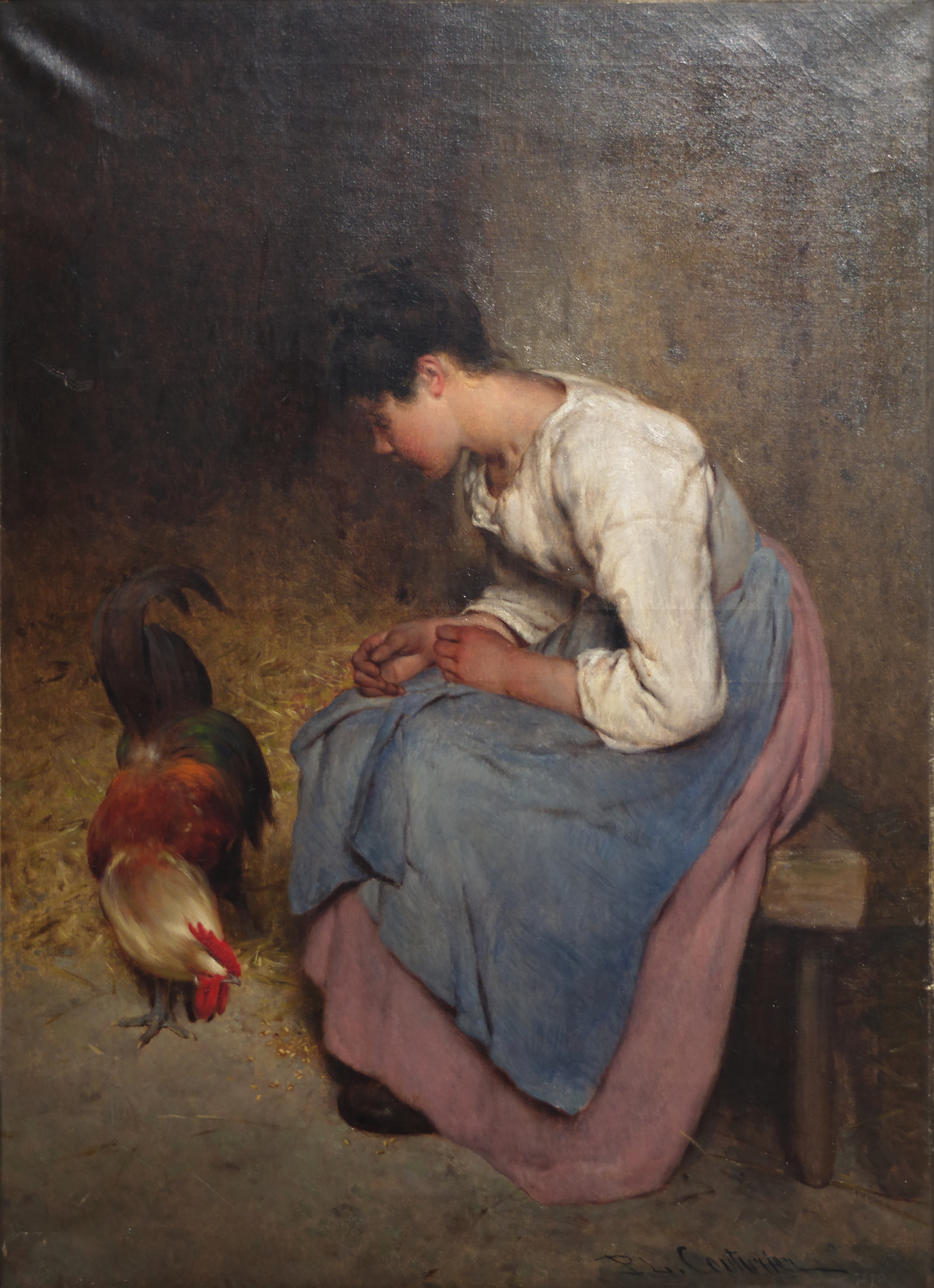
Un piège, musée des Ursulines de Mâcon

- Baltimore, Walters Art Museum : Faucon attaquant des canards, crayon et craie blanche sur papier vélin bleu, 15,5 × 20 cm[3]
- Cambridge (Massachusetts), Musées d'art de Harvard : Canards et poulets, huile sur panneau, 16,5 × 24,5 cm[4]
- New York, Musée d'Art Dahesh : Poulets et oiseaux, huile sur toile, 35 × 26,3 cm[5]

France
- Arbois, Musée Sarret de Grozon : 
  - La Revue des chevaux, huile sur toile, 98 × 146,5 cm[6]
  - Le Coq, huile sur toile, 105 × 81,5 cm[7]
- Chalon-sur-Saône, musée Denon :
  - Conseil tenu par les rats, huile sur toile, 64 × 90 cm[8]
  - La Pourvoyeuse, huile sur toile, 83 × 63 cm
  - Pierrette et Pierrot, huile sur toile, 90 × 64cm
  - Le Coq et la perle, huile sur toile, 81,5 × 60 cm
- Louviers, musée de Louviers : Poule et coq, huile sur toile, 16,1 x 22 cm.
- Mâcon, musée des Ursulines : Basse-cour, huile sur toile, 38 × 46 cm[9].
- Reims, Musée des Beaux-Arts : Scène d'intérieur, huile sur toile[10]
- Saint-Quentin, Musée Antoine-Lécuyer ; La Basse-cour, huile sur toile[11]

Pologne
- Varsovie, Musée national : Volaille domestique; huile sur toile, 50 × 61 cm[12]